# Oglađenovac
Oglađenovac (en serbe cyrillique : Оглађеновац) est un village de Serbie situé sur le territoire de la Ville de Valjevo, district de Kolubara. Au recensement de 2011, il comptait 487 habitants.

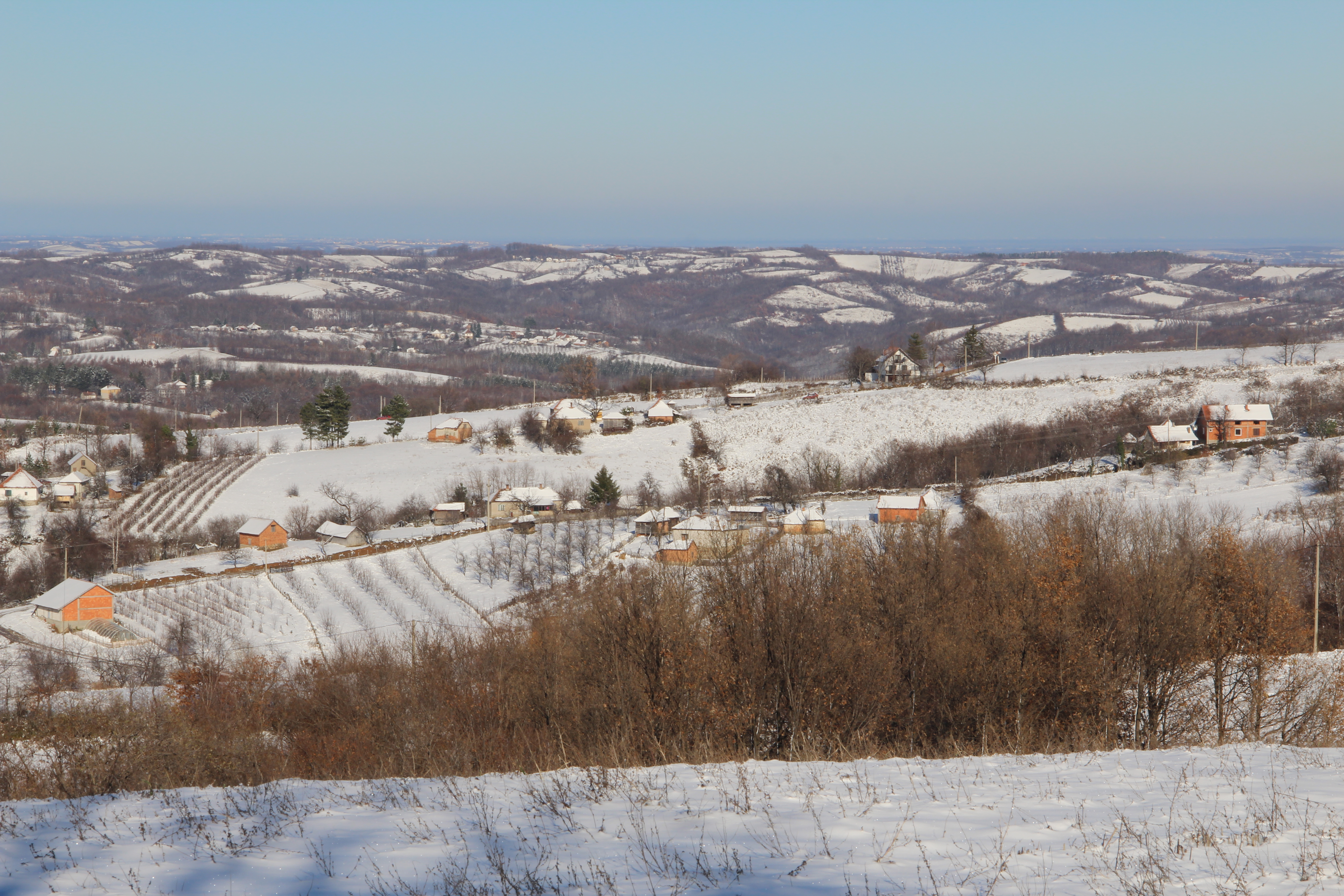
Oglađenovac - panorama
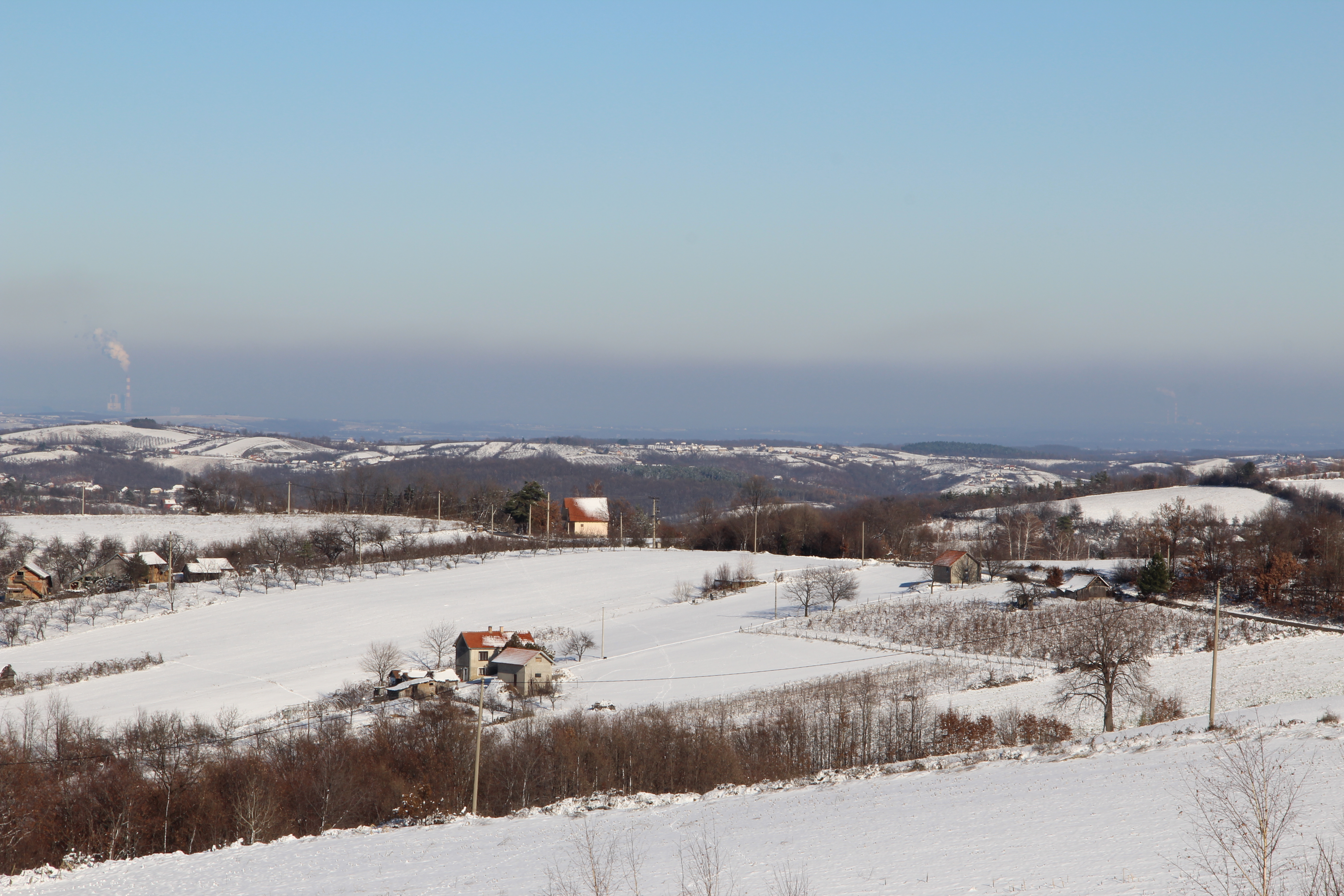
Oglađenovac - panorama
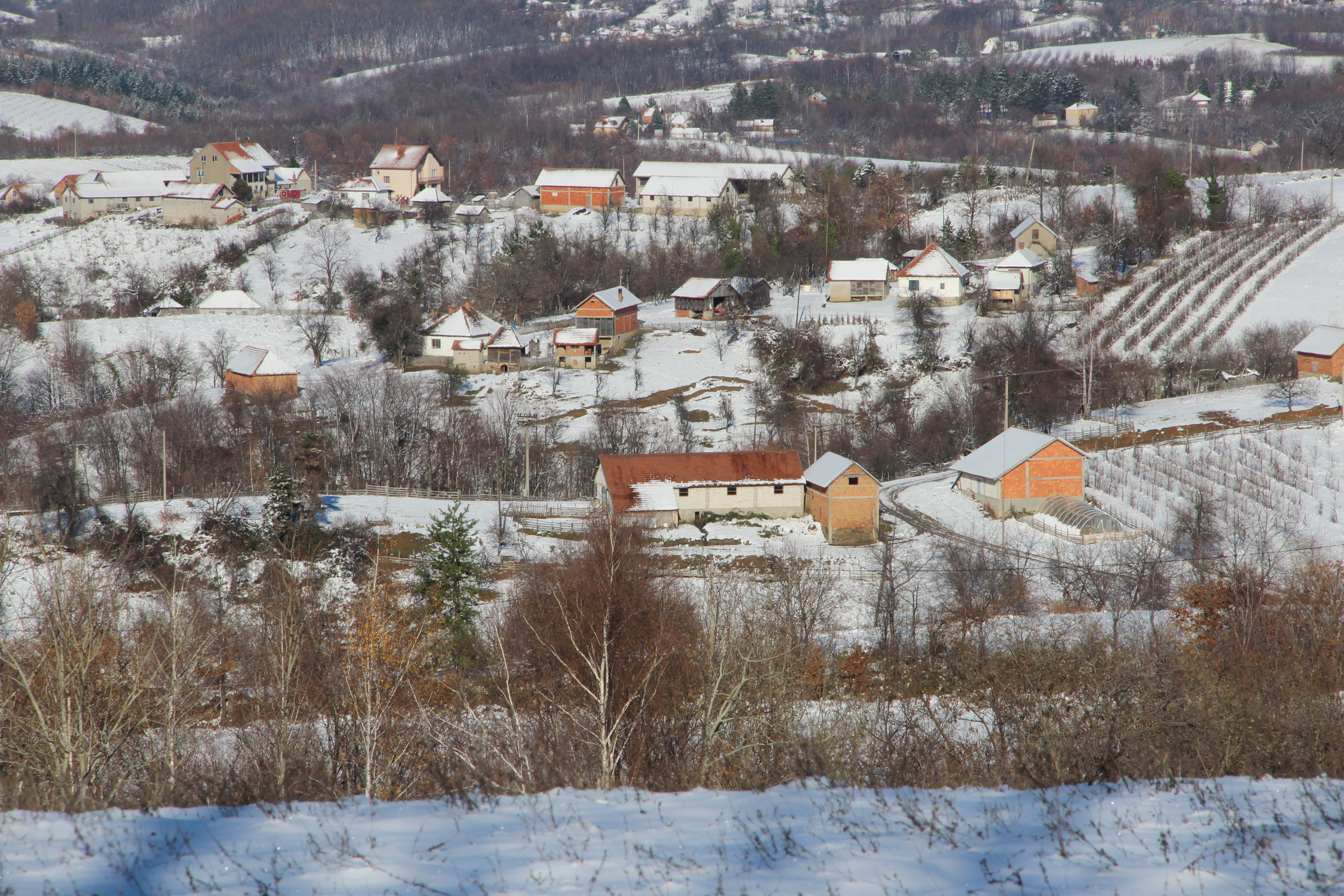
Oglađenovac - panorama
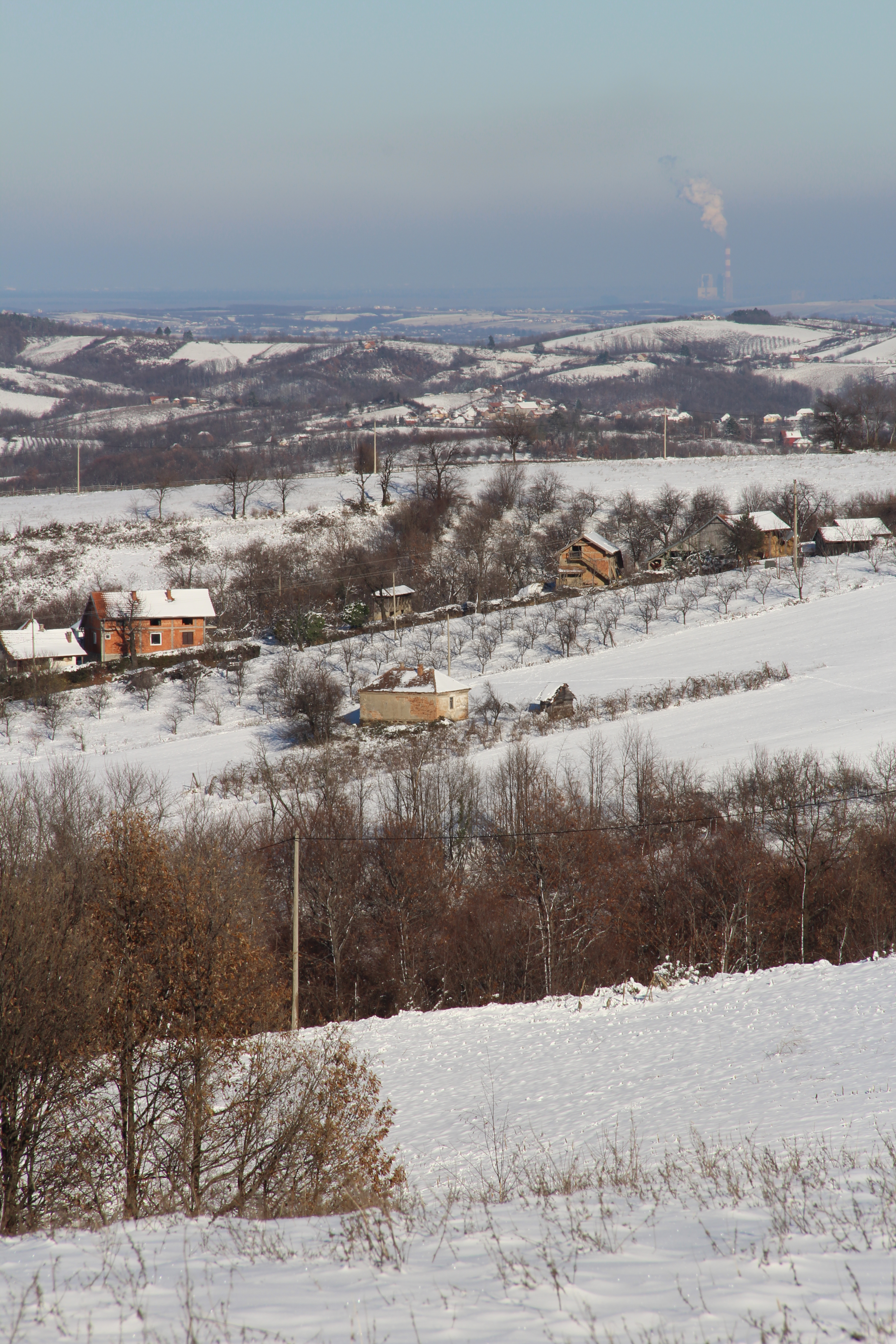
Oglađenovac - panorama
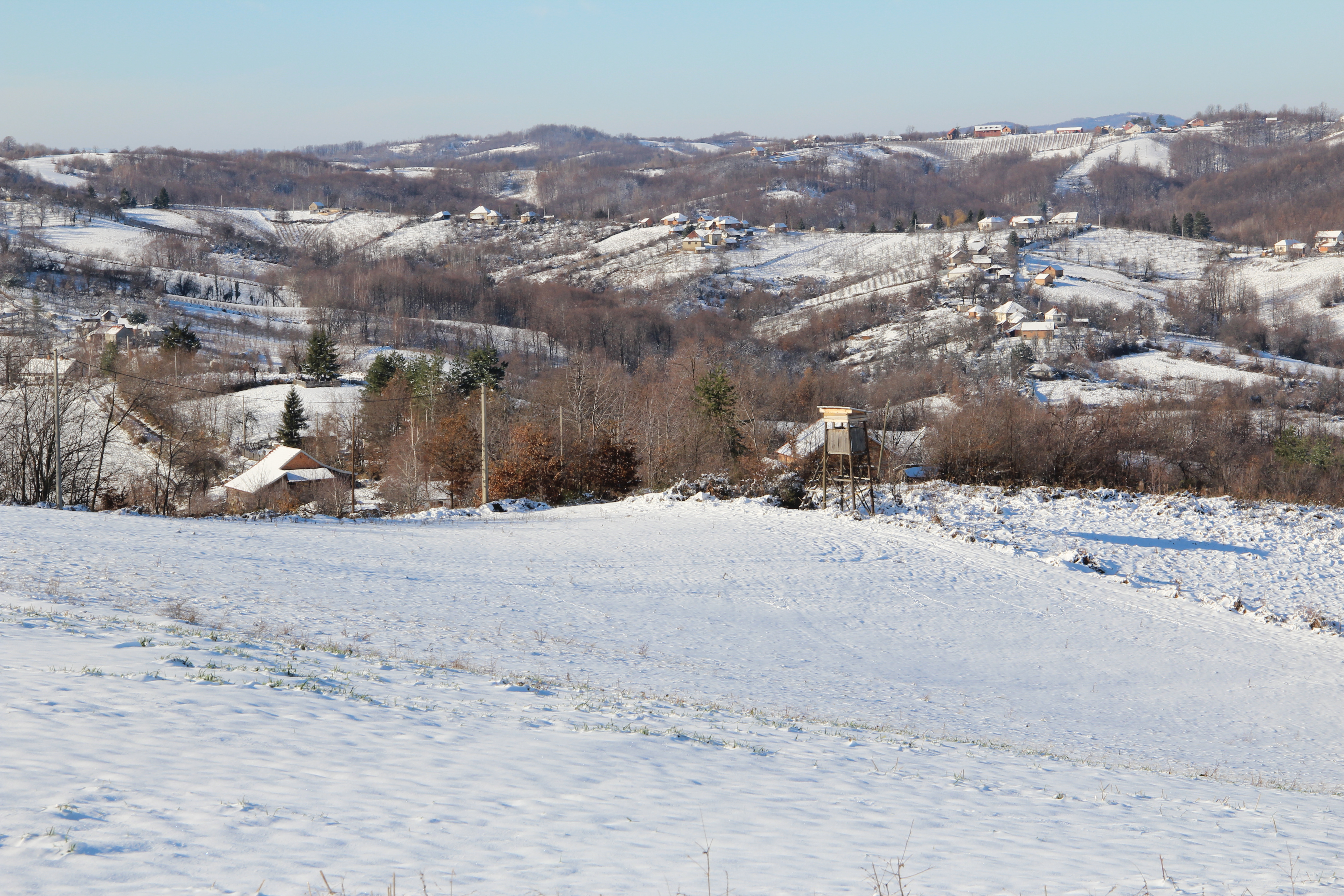
Oglađenovac - panorama
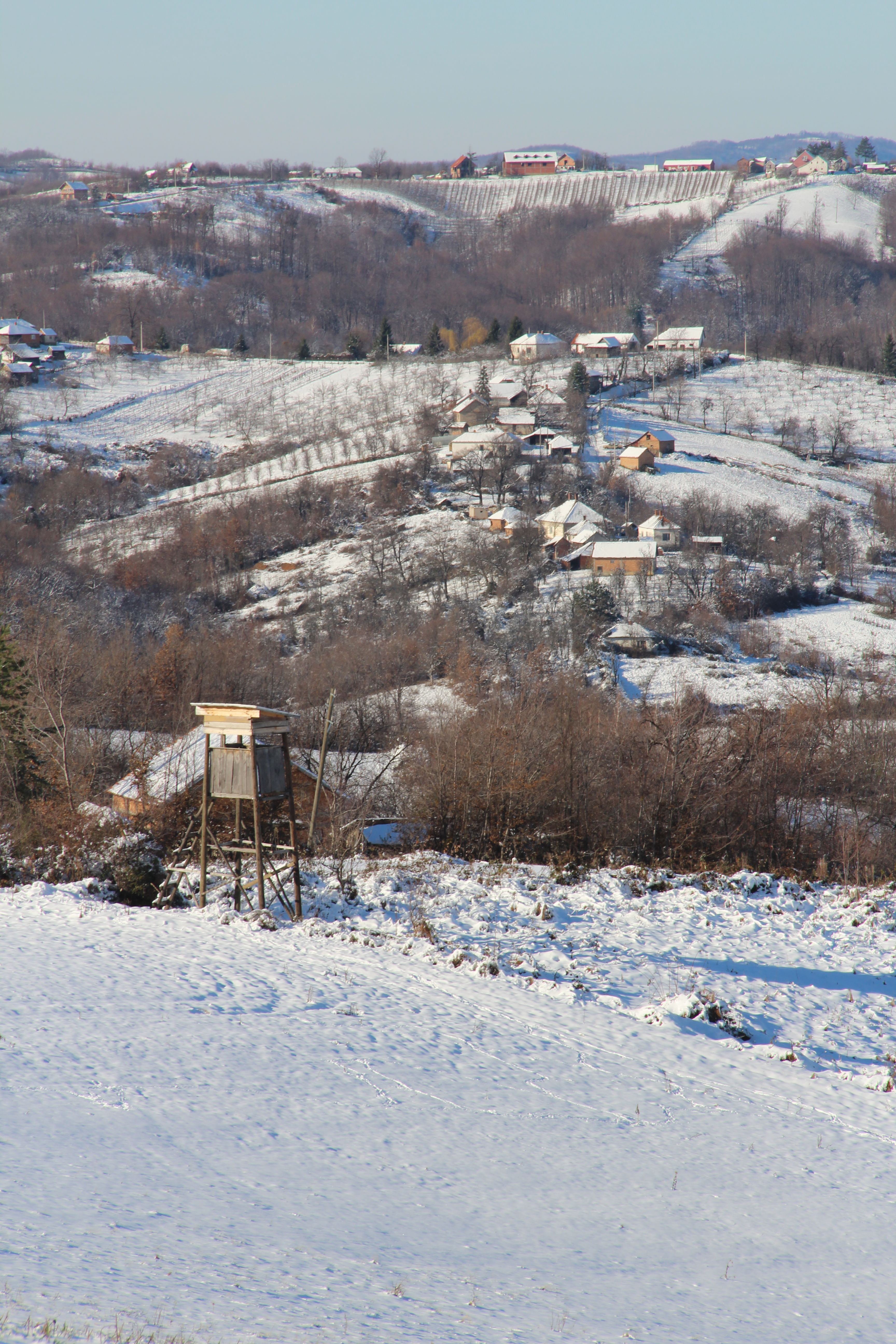
Oglađenovac - panorama
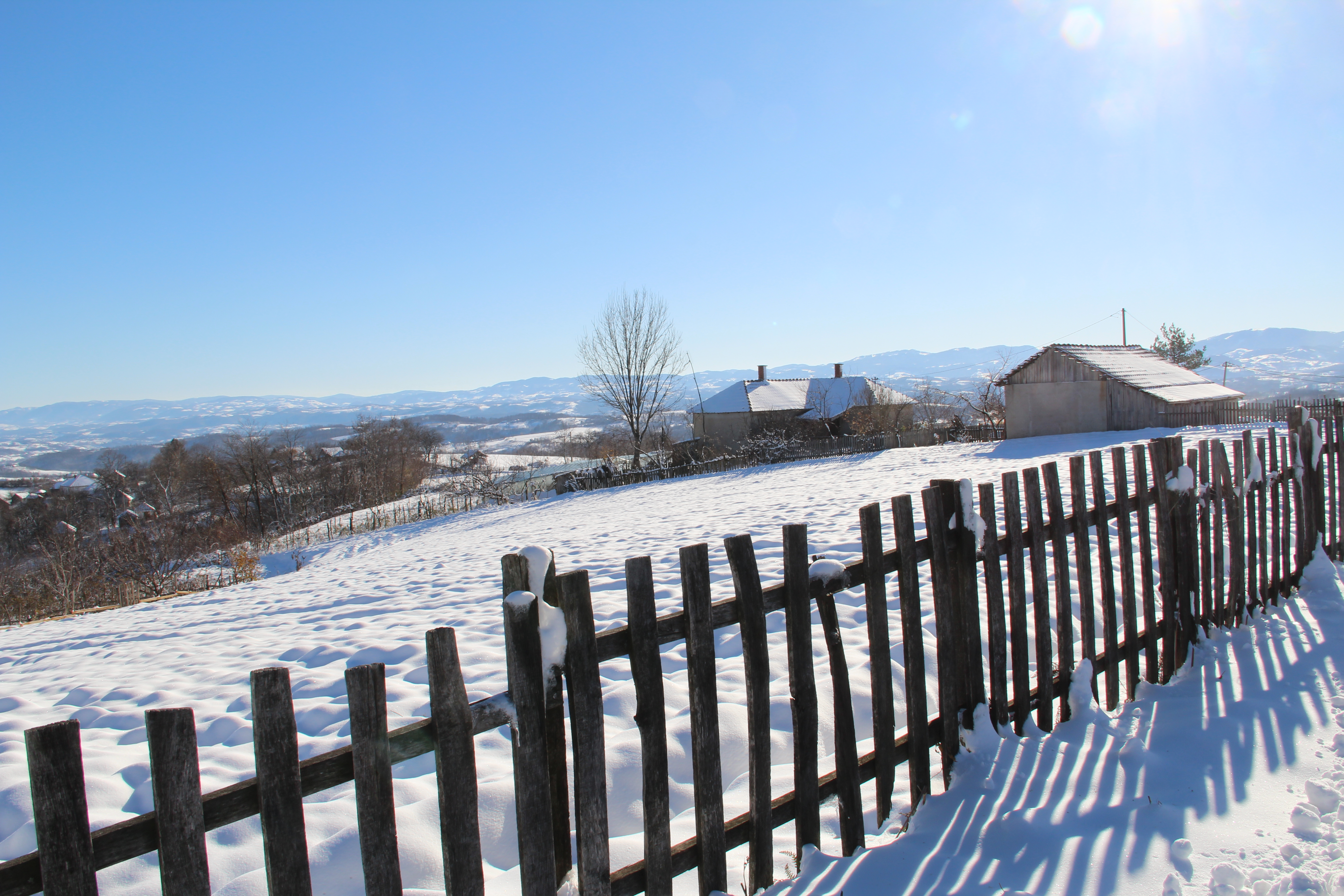
Oglađenovac - panorama
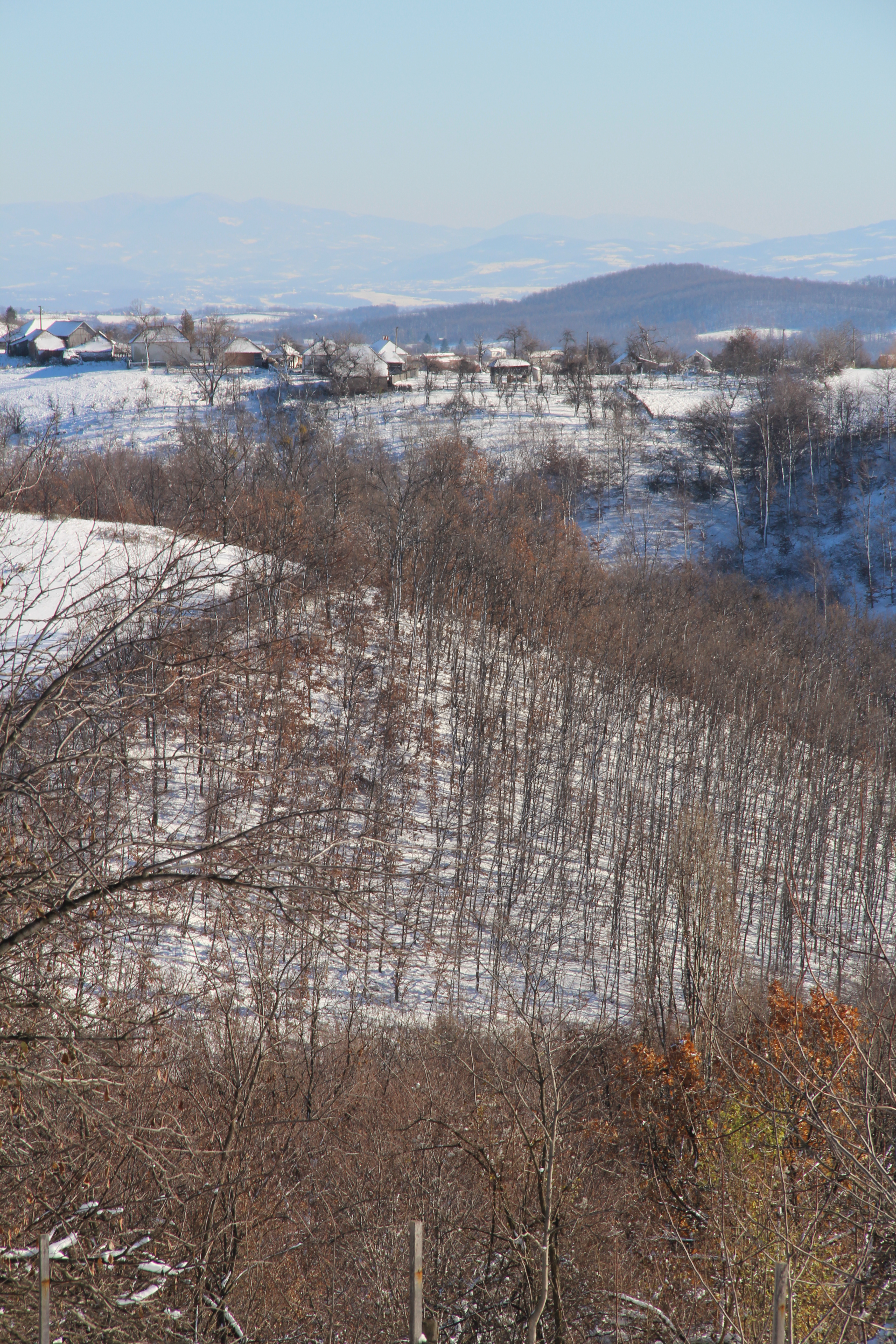
Oglađenovac - panorama

## Démographie
| 1948  | 1953  | 1961  | 1971  | 1981 | 1991 | 2002 | 2011 |
| ----- | ----- | ----- | ----- | ---- | ---- | ---- | ---- |
| 1 444 | 1 430 | 1 233 | 1 131 | 982  | 826  | 636  | 487  |

|  |